# 绵头雪兔子
绵头雪兔子（学名：Saussurea laniceps）为菊科风毛菊属的植物，是中国的特有植物。分布于中国大陆的云南、西藏、四川等地，生长于海拔3,200米至5,280米的地区，常生长在高山流石滩，目前尚未由人工引种栽培。

## 别名
绵头雪莲花（中国高等植物图鉴），麦朵刚拉（西藏）